# A Temperança

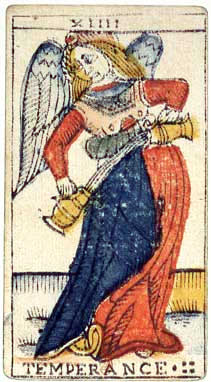
A Temperança, segundo Jean Dodal.

A Temperança é um arcano maior do tarô. É o 14º arcano de todos os 22 arcanos maiores.

## Simbologia
Harmonia, equilíbrio. 
Um anjo passa água de um vaso ao outro. Ambos significam a moderação e a sobriedade, e o líquido, a essência da vida. No zodíaco, representada pelo signo de Sagitário e cosmologicamente representada pela constelação de Aquário. A operação é feita sob a água.
O gesto de derramamento de um líquido (ou energia) de um recipiente para outro (temperar), simboliza a tentativa de harmonização de contrários e a capacidade de modular polos incongruentes. Ainda que a operação, tente ser realizada em nível consciente, ela é presidida por um anjo, e um de seus pés toca a água suavemente. 

## Mensagem
A carta, ao ser retirada, dependendo do contexto, indicaria a necessidade de se equilibrar o uso da razão e da emoção nas questões capitais ou de relevância mais acentuada.